# Drosophila tjibodas
Drosophila tjibodas är en tvåvingeart som beskrevs av Johannes Cornelis Hendrik de Meijere 1916. Drosophila tjibodas ingår i släktet Drosophila och familjen daggflugor.
Artens utbredningsområde är den Indonesiska ön Java.